# نیکلاس سرتا

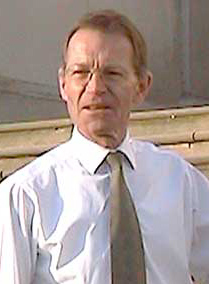
سر نیکلاس سرتا

سِر نیکلاس اندرو سِرُتا (به انگلیسی: Sir Nicholas Andrew Serota) ‏متولد ۲۷ آوریل ۱۹۴۶ یک مدیر هنری بریتانیایی است. او گردانندهٔ نگارخانهٔ هنری وایت‌چپل در لندن و موزهٔ هنر مدرن در آکسفورد بود تا اینکه در سال ۱۹۸۸ مدیریت تِیت، نگارخانه‌های ملی هنر مدرن بریتانیا را به‌عهده گرفت.